# Мамук
Мамук (тат. Мамык; ум. 1497) — сибирский  (1495—1496) и казанский хан (1496—1497). Младший брат Ибака.

## Биография
После смерти Ибака (в 1495 году) стал ханом в Чимги(Чинги)-Туре. При поддержке казанских князей Кель-Ахмеда и Урака и ногаев во главе с Ямгурчи-мурзой захватил казанский трон. Мамук-хан не стремился освоить эффективное управление ханством, а решил действовать методом террора, чем настроил против себя большинство политических и экономических кругов города . Во время неудачного похода на Арских князей, от хана ушла часть казанских войск, тогда как в Казани местные князья заперли ворота, и не впустили новоявленного хана внутрь. Спустя несколько недель Мамук был вынужден отправиться обратно в Тюменское ханство, однако по пути умер.